# Les Sœurs ennemies
Les Sœurs ennemies és una pel·lícula francesa dirigida per Germaine Dulac el 1915, estrenada el 27 de febrer de 1917. Fou produïda per Productions Délia

## Argument
La Jeannine i la Lucile són dues germanes. La gran, Lucile, va tenir cura del seu petit durant molt de temps. Quan troba la felicitat casant-se amb Maxime, un advocat, la gelosia comença a rosegar-li l'ànima i posa en tal perill la casa de la seva germana i l'honor del seu cunyat que aquest pensa suïcidar-se. Penedida, abandona la seva casa després de retornar el document, l'absència del qual gairebé va provocar la ruïna de Maxime.

## Repartiment
- Suzanne Desprès : Lucille Aubry
- Mag Véry : Jeannine Aubry
- Jacques Grétillat : Maxime Demarle
- Renée Bartout
- Laurette Caïra